# Stars on 54
Stars on 54 foi um supergrupo criado para gravar a canção "If You Could Read My Mind" para a trilha sonora do filme de 1998, 54 (no Brasil lançado com o nome de Studio 54), que estrelou Mike Myers como Steve Rubell, proprietário da boate Studio 54. A faixa foi uma versão house da canção lançada por Gordon Lightfoot, e alcançou a posição #3 na Austrália e no Canadá, #6 na Nova Zelândia e #23 no Reino Unido.
O nome do grupo foi uma brincadeira com o nome do grupo holandês Stars on 45 que fez sucesso durante a década de 80.

## Discografia

### Single
| Ano  | Single                      | Posições | Posições | Posições | Posições | Posições | Posições | Posições | Posições | Álbum                                               |
| Ano  | Single                      | ALE      | AUS      | AUT      | CAN      | E.U.A.   | FRA      | NZL      | GBR      | Álbum                                               |
| ---- | --------------------------- | -------- | -------- | -------- | -------- | -------- | -------- | -------- | -------- | --------------------------------------------------- |
| 1998 | "If You Could Read My Mind" | 65       | 3        | 17       | 3        | 52       | 82       | 6        | 23       | 54: Music from the Miramax Motion Picture, Volume 2 |